# Setabis velutina
Setabis velutina is een vlindersoort uit de familie van de prachtvlinders (Riodinidae), onderfamilie Riodininae.
Setabis velutina werd in 1867 beschreven door Butler.